# Jan Sowa (partyzant)

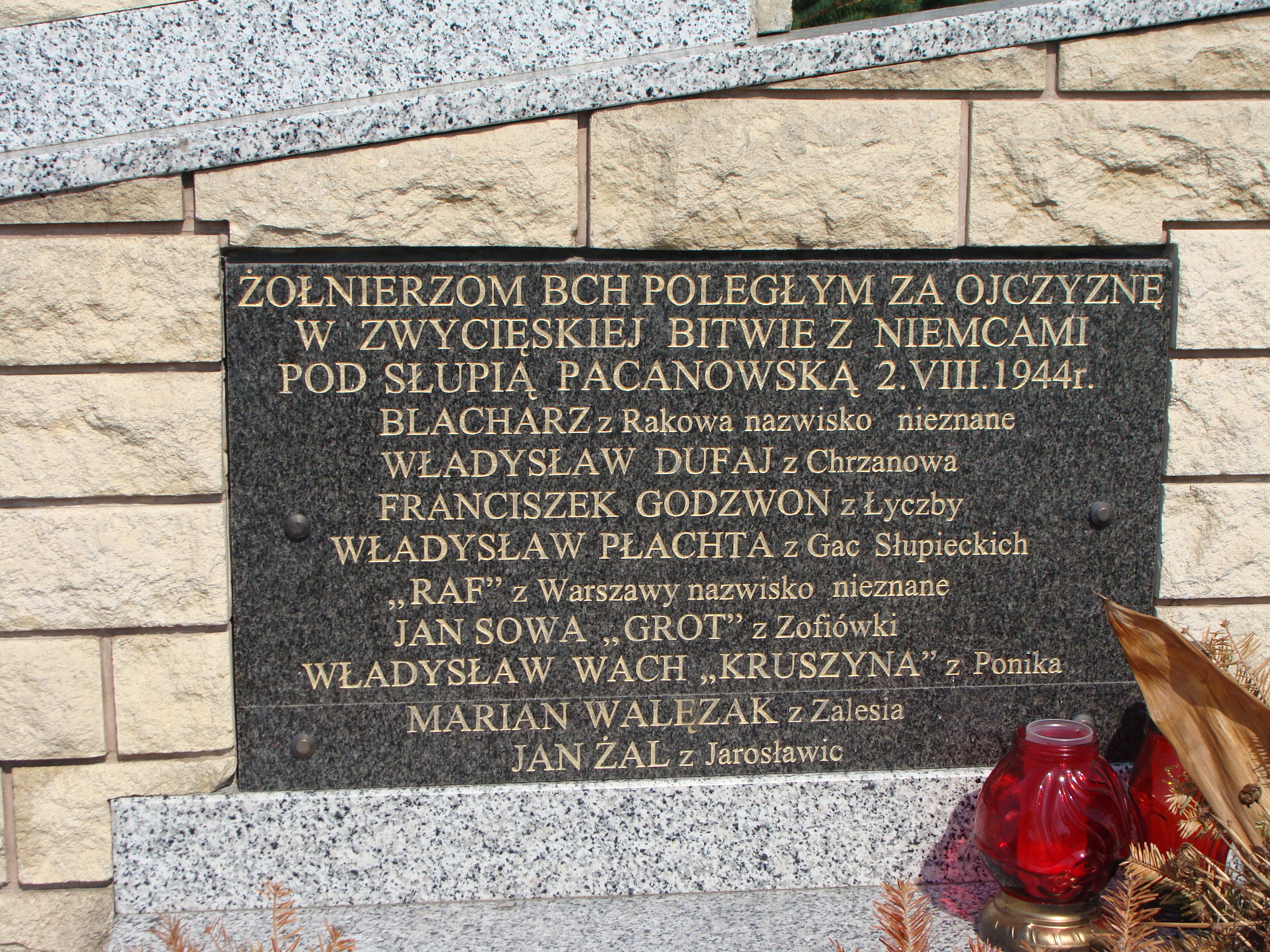
Tablica na pomniku w Słupi poświęcona poległym partyzantom Batalionów Chłopskich m.in. Janowi Sowie

Jan Sowa pseud. Grot (ur. 28 grudnia 1918 w Zofiówce, zm. 2 sierpnia 1944 pod Słupią) – polski działacz ruchu ludowego, żołnierz Batalionów Chłopskich, kapitan rezerwy Wojska Polskiego.

## Życiorys
Działalność polityczną rozpoczął od związania się z ruchem ludowym w którym działał w Związku Młodzieży Wiejskiej RP Wici. Po wstąpieniu w szeregi Batalionów Chłopskich został komendantem Ludowej Straży Bezpieczeństwa w obwodzie Stopnica. Brał udział w wielu akcjach bojowych. Poległ 2 sierpnia 1944 w bitwie pod Słupią. 